# Vlag van de Verenigde Naties
De vlag van de Verenigde Naties werd op 20 oktober 1947 in gebruik genomen en bestaat uit een equidistante azimutale projectie van een kaart van de aarde, met de noordpool als middelpunt (tot 60°ZB, en daarmee zonder Antarctica). De wereld wordt omsloten door twee olijftakken, die de vrede symboliseren. De afgebeelde continenten staan voor alle mensen op aarde. Tegenwoordig wordt de vlag vaak gezien als symbool voor de hele wereld of de mensheid.

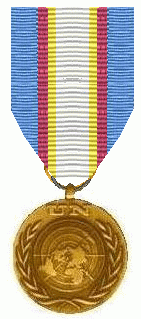
Medaille voor UNAMET op Timor

De kleuren wit en blauw zijn de officiële kleuren van de Verenigde Naties, waarbij het blauw hemelsblauw is, worden ook als huisstijl door de Verenigde Naties gebruikt. In de onderscheidingen van de VN komen deze kleuren steeds weer terug, in de door de Secretaris-generaal van de Verenigde Naties vastgestelde linten van de vele Medailles voor Vredesmissies van de Verenigde Naties worden lichtblauw en wit aangevuld met passende kleuren uit de landsvlag of geografische verwijzingen.

## Geschiedenis
De vlag van de Verenigde Naties werd aangenomen op 20 oktober 1947 bij Resolutie 167 (II) van de Algemene Vergadering van de Verenigde Naties. Hij lijkt erg op een eerste versie uit april 1945. Het enige verschil is dat de originele versie het dubbele Amerikaanse continent naar beneden laat zien; in 1947 werd de nulmeridiaan en dus Europa en Afrika naar beneden gedraaid.
De resolutie machtigde de secretaris-generaal van de Verenigde Naties om basisbepalingen op te stellen voor het gebruik van de vlag. Hij voldeed hieraan op 19 december 1947 door de Flag Code uit te vaardigen. Later vaardigde hij meer gedetailleerde regels uit in het Flag Regulations. Volgens artikel 7 van de Flag Code is elk commercieel gebruik van de vlag verboden.
Terwijl de voertuigen van de Verenigde Naties wit zijn, hebben de helmen en baretten de lichtblauwe kleur van de vlag. Hier komt de term blauwhelmen vandaan.
De "Convention on the Safety of United Nations and Associated Personnel" van 9 december 1994 verklaarde de vlag en het symbool van de Verenigde Naties tot een beschermend symbool dat bescherming garandeert aan burgerpersoneel en soldaten met blauwe helmen van VN-vredestroepen en hun faciliteiten in geval van gewapende conflicten. In deze context is het gebruik ervan wettelijk beperkt. Tot die tijd droegen voertuigen soms het Rode Kruis in plaats van het opschrift "UN".

## Vlaggen van afzonderlijke VN-organisaties
De vlaggen van de afzonderlijke VN-organisaties zijn allemaal gebaseerd op basis van de VN-vlag, lichtblauw vlaggendoek met witte opdruk. Sommige gebruiken ook de olijftakken of het coördinatenraster.

Vlag van het Internationaal Atoomenergieagentschap
Vlag van de Internationale Burgerluchtvaartorganisatie
Vlag van de Internationale Arbeidsorganisatie
Vlag van de Internationale Maritieme Organisatie
Vlag van de UNESCO
Vlag van UNICEF
Vlag van de Parlementaire Vergadering bij de Verenigde Naties
Vlag van de Wereldpostunie
Vlag van de Wereldgezondheidsorganisatie
Vlag van de Wereld Meteorologische Organisatie
Vlag van de Organisatie van de Verenigde Naties voor Industriële Ontwikkeling